# مایک دی‌بیز
مایکل دی‌بیز (انگلیسی: Michael DiBiase، ۲۴ دسامبر ۱۹۲۳ – ۲ ژوئیهٔ ۱۹۶۹) یک کشتی‌گیر حرفه ای آمریکایی بود که با نام مایک دی بیز آهنین (Iron Mike DiBiase)، روی رینگ نیز شناخته می‌شد. پدر کشتی‌گیر حرفه ای تد دی بیاز ملقب به «مرد یک میلیون دلاری» بود، او با مادر تد هلن هیلد (یک کشتی‌گیر حرفه ای) ازدواج کرد و پدر بزرگ مایک، تد جونیور و برت دی بیاز بود.